# Companyia Teatre Micalet
La Companyia Teatre Micalet naix el 13 de maig de l'any 1995 per iniciativa de Joan Peris, Ximo Solano i Pilar Almeria com a centre de producció i exhibició teatral al Teatre Micalet.
En 2001 la Companyia Teatre Micalet innaugura el nou Teatre Micalet, un teatre ben equipat, polivalent i proper que propicia la comunicació entre actors i espectadors. Des de 2001  la companyia desenvolupa una activitat com a Centre de Producció i Exhibició amb el suport d'un conveni de col·laboració amb la Conselleria de Cultura. Després d'una breu interrupció al 2012 van assumir la gestió de nou el Teatre Micalet.
Des de la seua creació ha estrenat 30 espectacles de producció pròpia, sempre amb un segell propi i reconeixible i mantenint el compromís ferm pel teatre en valencià. El 2015 els directors artístics de la companyia eren Joan Peris i Pilar Almeria. El 2016 van estrenar Hamlet canalla de Manuel Molins.
En 2020 la companyia valenciana celebra els seus 25 anys d'història. Aqueix mateix any, la Societat Coral el Micalet va lliurar els Premis Miquelet 2020 corresponents a la 33 edició, on va reconéixer la labor de la Companyia Teatre Micalet durant 25 anys. Maria del Mar Bonet grava un disc dedicat a la poesia en llengua catalana. En 2021 la companyia és un dels tres tres finalistes de la VIII edició dels Premis Martí Gasull i Roig.